# Geringde zeebrasem
Geringde zeebrasem (Diplodus annularis) is een straalvinnige vissensoort uit de familie van zeebrasems (Sparidae). De wetenschappelijke naam van de soort is gepubliceerd in 1758 door Linnaeus in de tiende editie van Systema naturae.

## Beschrijving
Deze zeebrasem is gemiddeld 12 tot 15 cm lang met uitschieters tot 24 cm. De vis is zilvergrijs tot geelachtig en heeft een zwarte ring rond de wortel van de staart. De vis leeft in kleine scholen in velden zeegras en voedt zich met wormen, garnaalachtigen, kleine krabben en zee-egels.

## Verspreiding
De vis komt voor langs de Atlantische kust van Frankrijk, Spanje en Portugal, en ook in de Middellandse en Zwarte Zee.

## Relatie tot de mens
De geringde zeebrasem wordt commercieel bevist.